# Far til fire - gi'r aldrig op!
Far til fire – gi'r aldrig op! er en dansk film fra 2005 – en ny Far til fire-film, instrueret af Claus Bjerre efter manuskript af Claus Bjerre, Tine Frellesen og Thomas Glud.

## Handling
Far bliver fyret, fordi han ikke passer til virksomhedens nye profil. Søs bliver fotomodel, Ole kæmper for at samle et band, og Mie arrangerer et stort talentshow på skolen, mens Per prøver at løse familiens problemer på sin helt egen måde.

## Medvirkende
Blandt de medvirkende kan udover de fire børn nævnes:
- Jess Ingerslev – (Onkel Anders)
- Niels Olsen – (Far)
- Sofie Lassen-Kahlke
- Jesper Asholt
- Martin Brygmann
- Anne Marie Helger